# Степановка 2-а
Степановка 2-а (рос. Степановка 2-я) — присілок у Татарському районі Новосибірської області Російської Федерації.
Входить до складу муніципального утворення Дмитрієвська сільрада. Населення становить 178 осіб (2010).

## Історія
Згідно із законом від 2 червня 2004 року органом місцевого самоврядування є Дмитрієвська сільрада.

## Населення
| 2002 | 2007 | 2010 |
| ---- | ---- | ---- |
| 196  | ↘180 | ↘178 |